# Spongin

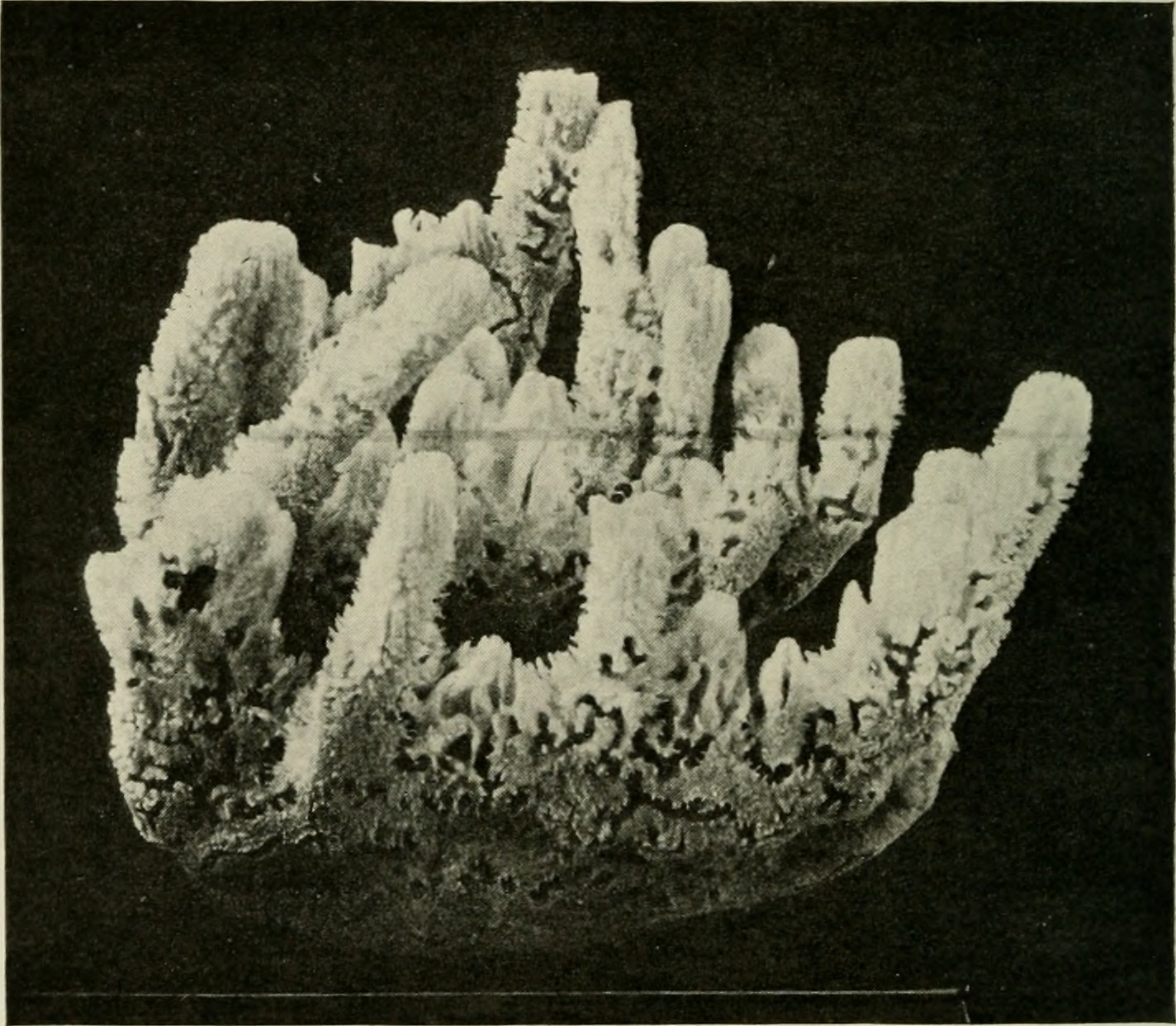
Houbovec z Baham tvořený sponginem

Spongin je druh kolagenu. Podobně jako ten je i spongin vláknitého tvaru a nerozpustný ve vodě, jedná se tedy o skleroprotein. Spongin tvoří oporné pletivo většiny živočichů z kmene houbovců (Porifera), zvláště pak těch z třídy rohovití (Demospongiae). Spongin dodává houbě ohebnost. Buňky, jež jej vylučují, se označují jako spongioblasty.
Celkem se podařilo identifikovat už více než 100 tisíc různých variant sponginu.